# Frotho III.
Frotho III. war ein legendärer König von Dänemark. Ihm wurde von Saxo Grammaticus in der Gesta Danorum ein eigenes Kapitel (Buch 5) gewidmet. In der Stammreihe der älteren Skjöldunga Saga wurde ein  Frid-Frödi (Friedens-Frödi) als zweiter König erwähnt. Erst in der jüngeren Stammreihe folgt die Einordnung eines Frodi als Sohn des Fridleifr.
Er war ein Sohn und Nachfolger von Fridlevus dem Schnellen. Frotho war beim Tode seines Vaters erst sieben Jahre alt. Daher wurden ihm auf dem Thing zwölf Edle „Diaren“ als Pflegeväter zur Seite gestellt. Diesen wurde damit nicht nur die Vormundschaft über den Knabe, sondern auch die Regierung Dänemarks übertragen. Er kämpfte gegen Slawen (sclavi) auf der Halbinsel Cimbria und besiegte sie. Danach hielt er um die Hand der „Hunnen“-Tochter Hanunda an. Als diese sich weigerte, bemühte er eine Zauberin, sie umzustimmen. Hanunda wurde seine Frau und gebar einen Sohn Fridlevus. Danach ging sie zurück zu ihrem Vater.
Frotho heiratete Alvhild, eine Tochter des norwegischen Königs Gothar. Der König der Hunnen griff Frotho mit einer Allianz von mehreren Fürsten an. Nach drei Tagen „konnte man über die Leichenberge durchs Wasser gehen“. Frotho siegte nach sieben Tagen, ließ die Fürsten aber wieder in ihre Herrschaftsgebiete zurückkehren (Holmgard=Nowgorod, Koenugard=Kiew, Revallis=Reval/Tallinn, Lappland, Eistland=Baltikum).
Nachfolger Frothos wurde sein Sohn Fridlevus.